# Oromas
Os oromas, também referidos como oromos, são um povo do sul da Etiópia e nordeste do Quênia, falam a língua Oromo
Eles são o maior grupo étnico da Etiópia e representam uma grande parte da população da Etiópia. 

## Origem e história
O povo Oromo é um dos povos mais antigos que habitam a região do Chifre da África. Estudos de etnologia e linguística  sugerem que provavelmente os Oromos tem sua origem em torno do lago Chew Bahir e Lago Chamo.
O povo habita o leste e nordeste da África desde pelo menos o início do primeiro milênio. Os Oromos aumentaram seus números através da Oromização (Meedhicca, Mogasa e Gudifacha), assimilação forçada de outros grupos étnicos, bem como a inclusão de povos mistos (Gabaro).
O primeiro registro verificável que menciona o povo Oromo foi realizado por um cartógrafo italiano Fra Mauro em 1460, mas acredita-se que o povo oromo deu origem a outros povos da região como os somalis.
O povo Oromo utiliza o sistema democrático de governança chamado, Sistema Gadaa sendo um líder eleito e seu mandato durando oito anos, com uma eleição ocorrendo ao final desse período.

## Religião
Os Oromo seguiam sua religião tradicional, Waaqeffanna, e eram resistentes à conversão religiosa antes da assimilação em sultanatos e reinos cristãos.
A longa guerra de 30 anos (1529-1559) entre as três frentes, Oromos, cristãos e muçulmanos, resultou na dissipação das forças políticas de todos os três.
No século XIX e primeira metade do século XX, os esforços dos missionários protestantes e católicos espalharam o cristianismo entre os oromos. Atualmente as duas religiões Cristianismo e Islamismo aglutinam a maior parte da crença religiosa do povo, com um pequeno percentual professando a religião tradicional, o Waaqeffanna.

## Estratifição social
Igual a outros grupos étnicos no Chifre da África e na África Oriental, os Oromos desenvolveram  uma estratificação social composta por quatro estratos. Os estratos mais altos eram os nobres chamados de borana; abaixo deles estavam os Gabbaro (textos etíopes dos séculos XVII a XIX os referem como dhalatta).
Abaixo desses dois estratos superiores, existiam os mais desprezados sendo os artesãos, e no nível mais baixo os escravos.

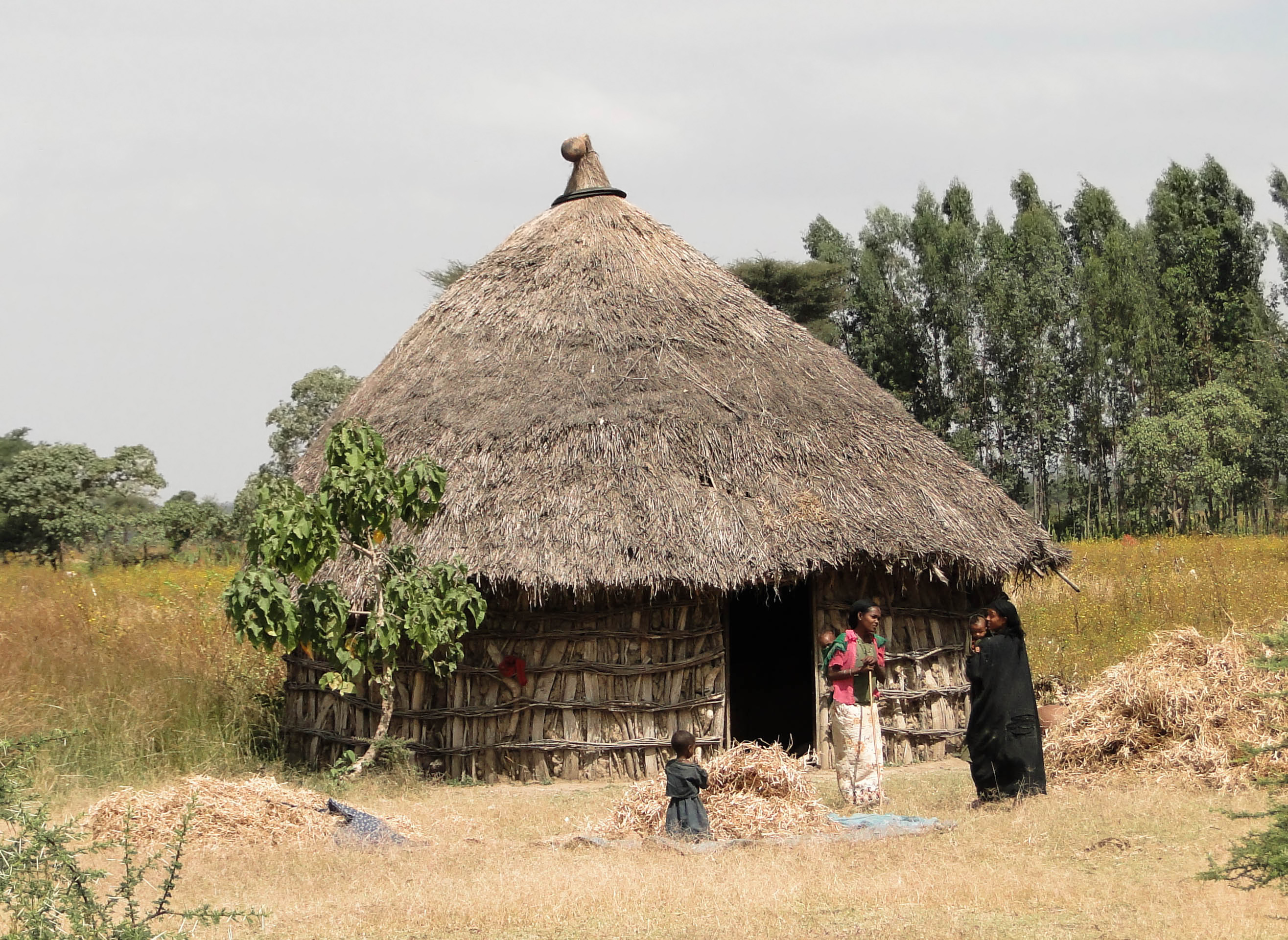
Residência oromo.